# Razjeda zaradi pritiska
Preležanína ali dekubitus ali razjeda zaradi pritiska pomeni odmrtje tkiva zaradi pritiska (npr. pri ležečem ali negibnem bolniku), najpogosteje na križnem predelu zaradi dolgotrajnega ležanja. V Evropi prizadenejo preležanine 3–11 % bolnikov v bolnišnicah.

## Patofiziologija
Preležanine nastanejo ob dolgotrajnem stisku kože in podkožja med podlago in trdimi globokimi tkivi (kostmi). Zaradi tega je moten odtok krvi skozi podkožne vene, v njih posledično naraste krvni tlak, pride do edemov v koži, hiperemične hipoksije in naposled do odmrtja dela kože. Možna je tudi okužba preležanin z bolnišničnimi sevi bakterij, kar povečuje pogostnost bolnišničnih bakteremij.

## Diagnoza
Diagnoza temelji na kliničnem pregledu. Kadar je pridružena okužba preležanin, je treba opraviti laboratorijsko diagnostiko. Če je pri bolniku prisotna povišana temperatura, se opravi pregled krvne slike, rentgensko slikanje okostja pa omogoči ugotovitev morebitne razširitve okužbe na kosti.

## Zdravljenje
Zdravljenje preležanin vključuje zmanjšanje pritiska in izogibanje trenja na prizadeta mesta, lokalna nega in včasih presaditev kože. Za zmanjševanje pritiska na kožo je najpomembnejše stalno premikanje bolnika. Za nepokretne bolnike obstajajo posebne podloge za ležišča, ki preprečujejo nastanek preležanin, na ogrožena mesta se lahko dajejo tudi različne varovalne obloge. Pri vsakem prevezovanju je treba rano očistiti, najpogosteje zadoščata voda in milo. Mrtvine je treba kirurško odstranjevati. V primeru pridružene bakterijske okužbe se lahko lokalno uporabljajo antibiotiki (srebrov sulfatiazid, trojno antibiotično mazilo ali če gre za okužbo z anaerobnimi bakterijami, metronidazol). Če ne gre le za površinsko okužbo, pač pa za celulitis, bakteremijo ali osteomielitis, se uporabljajo sistemski antibiotiki.